# ベクター R4
ベクターR4（Vektor R4）は、南アフリカのリッテルトン・エンジニアリング・ワークス（Lyttelton Engineering Works、略称はLIW）が、イスラエル製のIMI ガリルをライセンス生産したアサルトライフルである。

## 背景

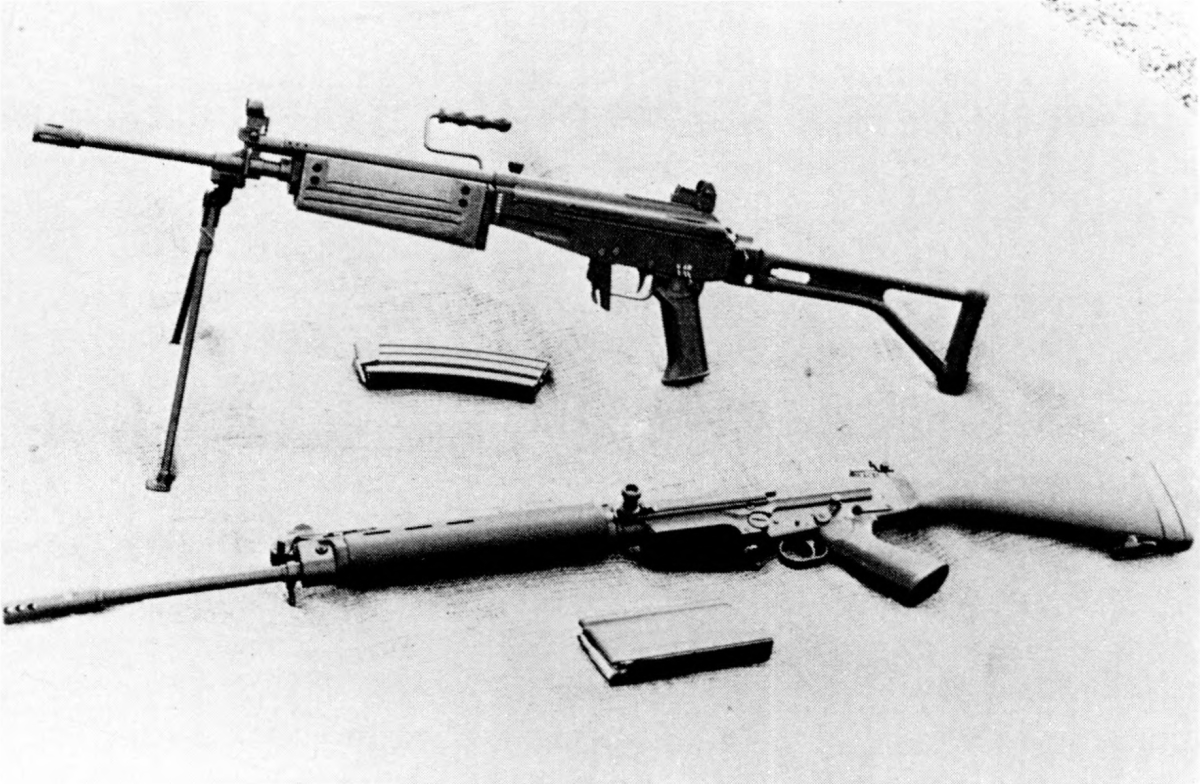
ベクターR4（上）と、ベクターR1（FN FAL、下）

南アフリカ防衛軍 (South African Defence Force) は制式アサルトライフルにFN FALを採用し、リッテルトン・エンジニアリング・ワークス（LIW）でベクターR1/R2/R3としてライセンス生産していた。
1970年代後半に南アフリカ防衛軍がベクターR1/R2/R3の後継アサルトライフルを導入を検討した際、1977年11月4日付で議決された国連安保理決議418号に代表される対南アフリカ武器禁輸が厳しくなり、西側陣営で南アフリカに対するアサルトライフルの輸出やライセンス生産を認める国はほとんどなかった。
この状況で南アフリカに手を差し伸べたのが、イスラエルである。イスラエルと南アフリカは1970～80年代にかけて大変親密な関係を築いており、共通して装備している武器も多かったことから、イスラエルが開発した新兵器や、既存兵器の近代化改修技術を南アフリカに提供することも頻繁に行われていた。
この一環としてイスラエルは、イスラエル国防軍におけるFN FALの後継としてイスラエル・ミリタリー・インダストリーズがAK-47を基に設計したガリルのライセンス生産を承認した。R4は1980年に採用され、1982年から配備が開始された。

## 構造
ベクターR4の基本構造は、ガリルARMと全く同じであるが、細かいところで改良が加えられている。
- 銃床はほぼ同じ形状であるが、南アフリカ軍兵士の体格に合わせて長くなっているほか、素材も金属製からポリマー製に代わっている[1][2]。
- ハンドガードも木製からポリマー製に代わったほか、前方に延長されており、形状も少し変わっている[1][2]。
- 弾倉も、オリジナルのガリルが鉄製であるのに対し、ポリマー製マガジンを使用[1]。R4用のポリマー製弾倉とガリル用鉄製弾倉は相互に互換性がある。

## 派生型

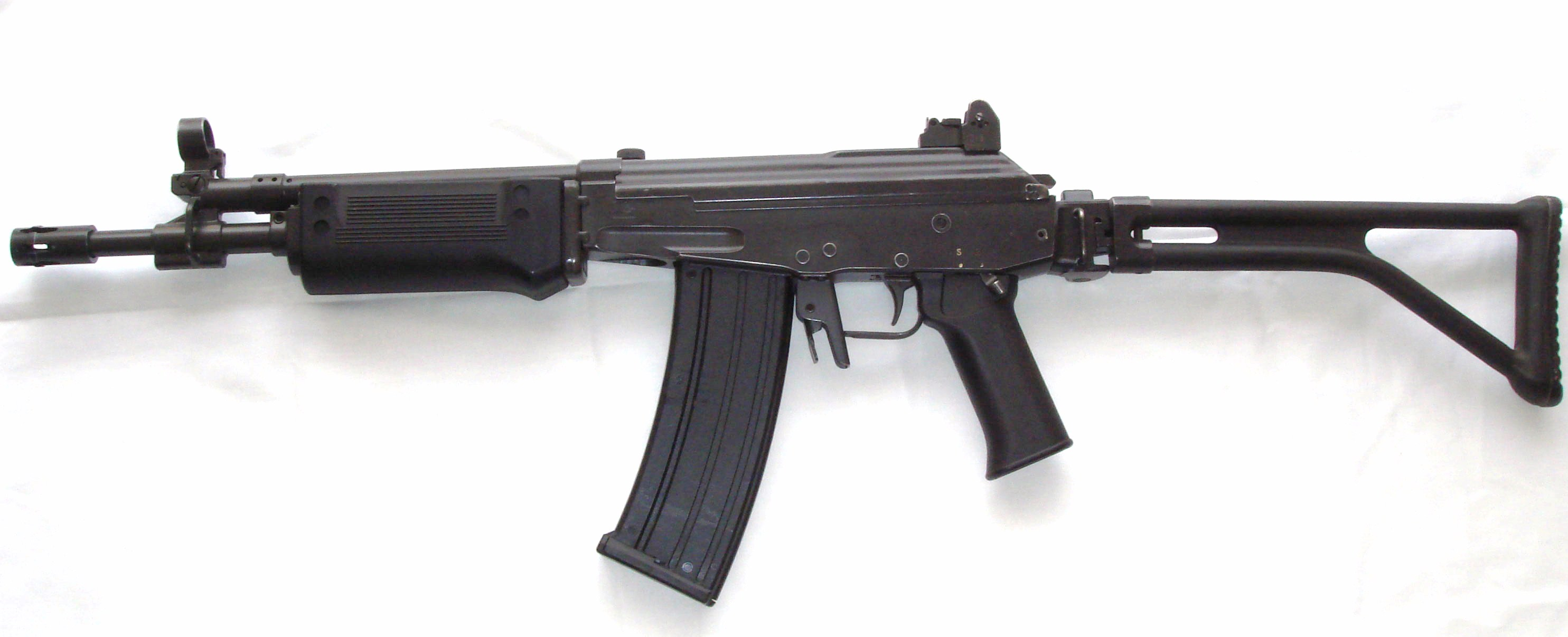
ベクターLM5
（R5のセミオート専用型）

ベクターR4は、以下の派生型も作られた。
R5
銃身を短縮化したカービン型で、ガリルSARに相当する。銃身とともにガスピストンも短縮化され、二脚（バイポッド）も無くなっているほか、ハンドガードもオリジナルのガリルSAR/ARに類似した形状になっている。
南アフリカでは主に海軍や空軍、統合医療部隊、警察などに配備される。
R6
1990年代に開発されたコンパクトモデル（PDW）で、ガリルMAR（マイクロ・ガリル）に相当する。ただしガリルMARよりは銃身が長く、本体レシーバーの下面前方やハンドガード、フロントサイトなどはR5とほぼ同じ形状のままである。
元々は空挺部隊や、戦車・装甲車の乗員向けに開発された。
LM4、LM5、LM6
それぞれR4、R5、R6からフルオート連射機構を取り除いたセミオート専用型。法執行機関や民間向けの輸出用に開発された。

### 諸元表
| モデル名 | R4 ライフル     | R5 カービン   | R6 PDW        |
| -------- | --------------- | ------------- | ------------- |
| 本体重量 | 4.3 kg          | 3.7kg         | 3.6kg         |
| 全長     | 1,005mm / 740mm | 977mm / 615mm | 805mm / 565mm |
| 銃身長   | 460mm           | 332mm         | 280mm         |
| 連射速度 | 600～750発/分   | 600～750発/分 | 585発/分      |
| 銃口初速 | 980m/秒         | 920m/秒       | 825m/秒       |

## 採用国
ベクターR4は、採用以来南アフリカ国防軍と南アフリカ警察の主力アサルトライフルである。後継のベクター CR21やツルベロ ラプターも開発されてはいるが、更新は遅々として進んでいない。
- 南アフリカ共和国
- ハイチ - ハイチ国家警察 (Haitian National Police) が使用。
- ルワンダ - ルワンダ国防軍（英語版）が使用。
- クロアチア
- セルビア - 第72特殊作戦旅団（英語版）が使用。

## 登場作品
南アフリカロケのアクション映画でよく使われる。また、グリップやハンドガードを改造してAK-47風にしたプロップガンもある。

### 映画
『第9地区』
MNUの第1大隊指揮官クーバス大佐がR6を、クーバス大佐の部下たちの一部がR5を使用する。AK風に改造したモデルをナイジェリア人ギャングが使用。
『ホテル・ルワンダ』
ルワンダ軍がR5とAK風モデルを使用。
『マシンガン・プリーチャー』
主人公、サム・チルダース（ジェラルド・バトラー）とゲリラ達がAK風に改造したモデルを使用。
『セイヴィア』
主人公のギー（デニス・クエイド）が、R4をメインウェポンとして使用。ギーのR4は、フロントサイトを切除し、狙撃用スコープと銃床の頬当てを装備したマークスマン・ライフル仕様に改造されている。
『沈黙の傭兵』
主人公のジョン・シーガー（スティーヴン・セガール）とその仲間たち、フランス軍兵士、南アフリカの警察官がR5を使用する。また、AK風に改造されたモデルも登場する。

### TVドラマ
『ストライクバック:極秘ミッション』
南アフリカ国防軍および南アフリカ警察が使用する他、AK風に改造したモデルを主人公2人組（マイケル・ストーンブリッジ、ダミアン・スコット）と敵が使用。

### ゲーム
『メタルギア ゴーストバベル』
R5が武器として使用可能。